# NGC 708
NGC 708 é uma galáxia elíptica (E) localizada na direcção da constelação de Andromeda. Possui uma declinação de +36° 09' 08" e uma ascensão recta de 1 horas, 52 minutos e 46,4 segundos.
A galáxia NGC 708 foi descoberta em 21 de Setembro de 1786 por William Herschel.